# بيلي جاكسون (لاعب بولينغ)
بيلي جاكسون (بالإنجليزية: Billy Jackson)‏ هو لاعب بولينغ بريطاني، ولد في 1970 في لنكولن في المملكة المتحدة.